# Ta'Quon Graham
Ta'Quon Graham (Killeen, 1º dicembre 1998) è un giocatore di football americano statunitense che milita nel ruolo di defensive end per gli Atlanta Falcons della National Football League (NFL).

## Carriera

### Atlanta Falcons
Graham al college giocò a football a Texas. Fu scelto nel corso del quinto giro (148º assoluto) nel Draft NFL 2021 dagli Atlanta Falcons. Debuttò come professionista subentrando nella gara del secondo turno contro i New England Patriots mettendo a segno un tackle. La sua stagione da rookie si chiuse con 14 placcaggi in 13 presenze, 5 delle quali come titolare.